# 李作室
李作室，字勤坦，山西沁源县人，清朝政治人物。同進士出身。
雍正五年（1727年），登進士，任陕西乡试同考官、湖北麻城知县。